# Kim Wraae Knudsen
Kim Wraae Knudsen (ur. 19 września 1977) – duński kajakarz, wicemistrz olimpijski.
Srebrny medalista igrzysk olimpijskich w Pekinie w 2008 roku w konkurencji K-2 (razem z René Holtenem Poulsenem) na 1000 m oraz zdobywca piątego miejsca na tych igrzyskach na dystansie 500 m w K-2.